# Романа Дікко
Романа Дікко (фр. Romane Dicko, нар. 30 вересня 1999) — французька дзюдоїстка, чемпіонка та бронзова призерка Олімпійських ігор 2020 та 2024 років, чемпіонка світу, триразова чемпіонка Європи.

## Спортивні результати на міжнародних змаганнях

### Виступи на Олімпіадах
| Змагання                    | Місце проведення | Вагова категорія | Місце  |
| --------------------------- | ---------------- | ---------------- | ------ |
| Літні Олімпійські ігри 2020 | Токіо, Японія    | понад 78 кг      | Бронза |
| Літні Олімпійські ігри 2020 | Токіо, Японія    | змішана команда  | Золото |
| Літні Олімпійські ігри 2024 | Париж, Франція   | понад 78 кг      | Бронза |
| Літні Олімпійські ігри 2024 | Париж, Франція   | змішана команда  | Золото |

### Виступи на Чемпіонатах світу
| Змагання                     | Місце проведення    | Вагова категорія | Місце  |
| ---------------------------- | ------------------- | ---------------- | ------ |
| Чемпіонат світу з дзюдо 2022 | Ташкент, Узбекистан | понад 78 кг      | Золото |
| Чемпіонат світу з дзюдо 2022 | Ташкент, Узбекистан | змішана команда  | Срібло |

### Виступи на Чемпіонатах Європи
| Змагання                      | Місце проведення   | Вагова категорія | Місце  |
| ----------------------------- | ------------------ | ---------------- | ------ |
| Чемпіонат Європи з дзюдо 2018 | Тель-Авів, Ізраїль | понад 78 кг      | Золото |
| Чемпіонат Європи з дзюдо 2020 | Прага, Чехія       | понад 78 кг      | Золото |
| Чемпіонат Європи з дзюдо 2022 | Софія, Болгарія    | понад 78 кг      | Золото |